# 趙肄塾
趙肄塾（？年—？年），山東歷城縣（今濟南市歷城區）人。明朝政治人物。

## 生平
萬曆十年（1582年），趙肄塾以《易經》中式壬午科山東鄉試第七名舉人。歷官山西岢嵐州知州。